# 1996 في فرنسا
فيما يلي قوائم الأحداث التي وقعت خلال عام 1996 في فرنسا.

## سياسة

### انتهاء فترة المنصب
- 1 يناير – كريستيان بونيت رئيس بلدية [الإنجليزية]‏.

## رياضة
- 1 يناير – دورة فرنسا المفتوحة 1996
- 14 أبريل – سباق باريس روبيه 1996
- 30 يونيو – جائزة فرنسا الكبرى 1996 الفائز دامون هيل.

## أفلام
من الأفلام التي صدرت هذه السنة في فرنسا:
- 1 يناير – صيف حلق الوادي من إخراج فريد بوغدير.
- 1 يناير – كسوف كلي من إخراج آقنييسكا هولاند.
- 12 مايو – ذا بلو بلاك من إخراج بيتر جريناواي.
- 28 أغسطس – مايكل كولنز من إخراج نيل جوردن.
- 7 نوفمبر – مغادرة لاس فيغاس من إخراج مايك فيغيز.

## برامج ومسلسلات وأنمي
- ماكلاود

## كتب
من الكتب التي صدرت هذه السنة في فرنسا:
- 1 يناير – البطء من تأليف ميلان كونديرا.

## مواليد

### يناير
- 27 يناير – سكيزي مدون فرنسي.

### فبراير
- 14 فبراير – لوكاس هيرنانديز لاعب كرة قدم فرنسي.

### مايو
- 9 مايو – كارولين كوستا مغنية فرنسية.

### يونيو
- 13 يونيو – كينغسلي كومان لاعب كرة قدم فرنسي.

### يوليو
- 1 يوليو – لودوفيك فابريجاس لاعب كرة يد فرنسي.
- 12 يوليو – موسى ديمبيلي لاعب كرة قدم فرنسي.

### أغسطس
- 1 أغسطس – لو رو ليكولين ممثلة فرنسية.
- 13 أغسطس – سيمون بانزا لاعب كرة قدم فرنسي.

### أكتوبر
- 24 أكتوبر – أوسيان دودان لاعبة كرة مضرب فرنسية.

### نوفمبر
- 11 نوفمبر – آدم أوناس لاعب كرة قدم جزائري.
- 28 نوفمبر – إزايا كوردينيه لاعب كرة سلة فرنسي.

## وفيات

### يناير
- 8 يناير – بول فيالار (مواليد 1898) كاتب فرنسي.
- 8 يناير – فرنسوا ميتران (مواليد 1916)

### فبراير
- 17 فبراير – هيرفيه بازين (مواليد 1911) كاتب فرنسي.

### مارس
- 2 مارس – سيليستين ديلمر (مواليد 1907) لاعب كرة قدم فرنسي.
- 24 مارس – جان كلود بيومي (مواليد 1940) لاعب كرة قدم فرنسي.

### أبريل
- 23 أبريل – جان ماري ريفيير (مواليد 1926) ممثل فرنسي.

### يونيو
- 26 يونيو – فيرونيكا غيران (مواليد 1958) لاعبة كرة قدم أيرلندية.
- 28 يونيو – اندريه ويبر (مواليد 1928) ممثل فرنسي.

### يوليو
- 11 يوليو – رينيه آبادي (مواليد 1935) درّاج طريق فرنسي.
- 30 يوليو – كلوديت كولبيرت (مواليد 1903)

### أغسطس
- 2 أغسطس – ميشال دوبريه (مواليد 1912) سياسي فرنسي.
- 30 أغسطس – كريستين باسكال (مواليد 1953)

### سبتمبر
- 18 سبتمبر – أنابيلا (مواليد 1909)

### أكتوبر
- 12 أكتوبر – روجيه لابيبي (مواليد 1911) درّاج طريق فرنسي.
- 12 أكتوبر – رينيه لاكوست (مواليد 1904) لاعب كرة مضرب فرنسي.

### ديسمبر
- 9 ديسمبر – آلان بوهر (مواليد 1909) سياسي فرنسي.
- 21 ديسمبر – ألفريد تونيلو (مواليد 1929) درّاج طريق فرنسي.